# Isaac Koedijck

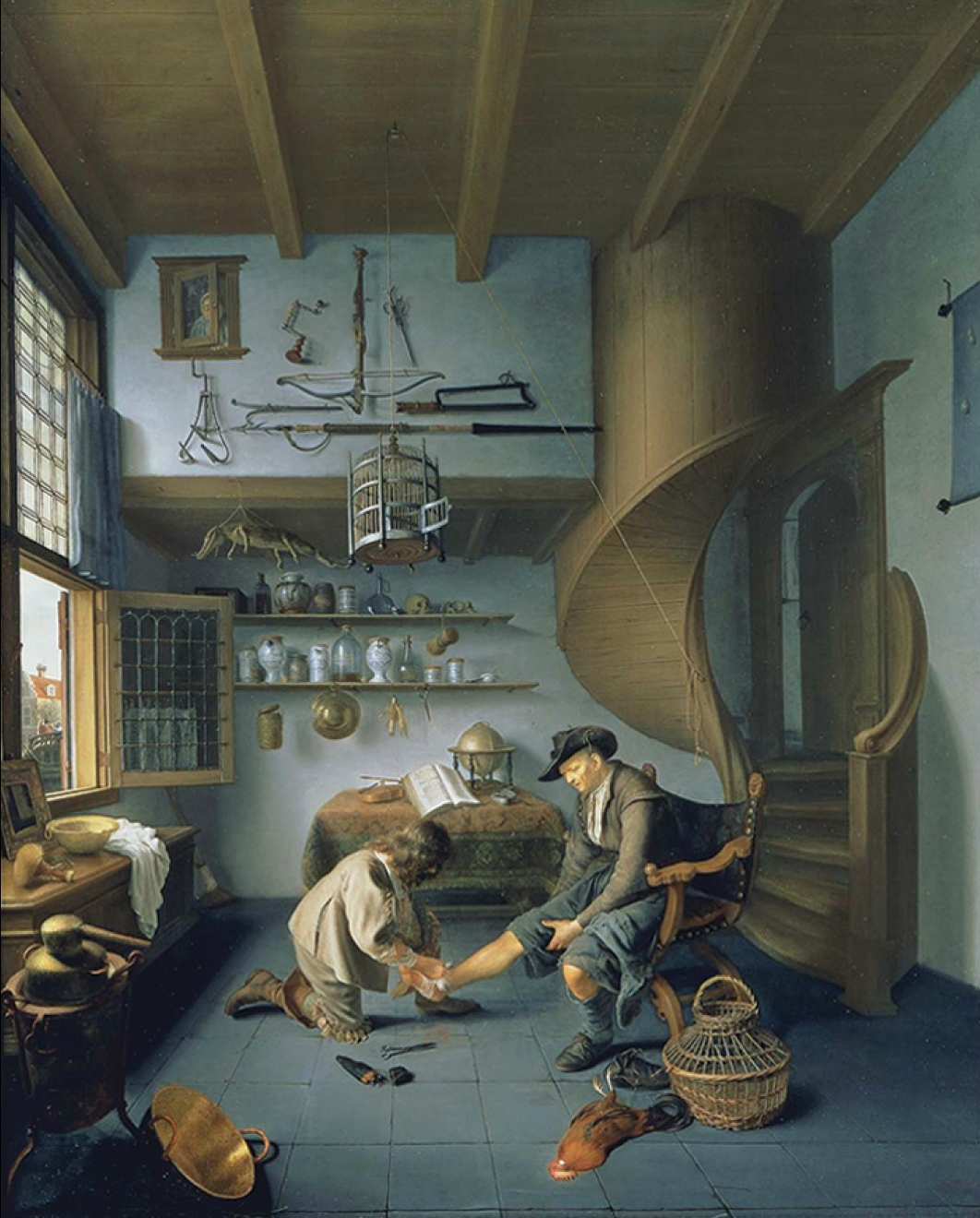
De voetoperatie, ca. 1645, privécollectie

Isaac Koedijck (Leiden, ca. 1617 - Amsterdam, 1668) was een Nederlands kunstschilder en koopman. Hij vervaardigde voornamelijk genrestukken.
Op 18 mei 1641 trouwde Koedijck met de uit Arnhem afkomstige weduwe Sophia de Solemne, een zus van David de Solemne. Deze was kwartiermeester van graaf Ernst van Nassau geweest en toen als militair naar Indië vertrokken. Het jonge echtpaar ging aan de Looiersgracht in Amsterdam wonen. Zijn zaken als koopman gingen echter niet zo goed. In 1644 kwam hij in de problemen toen iemand een lening niet terug kon betalen. Hij kon toen ook een eigen lening niet terugbetalen. Al zijn bezittingen werden in november 1644 geïnventariseerd door een notaris, maar uiteindelijk slaagde hij er in een regeling met zijn schuldeiser te treffen.
In 1651 bevond het echtpaar zich in Batavia. Hier werd hij door de VOC aangenomen als koopman en 'agent', om in Agra een hofschilder voor de Mogolkeizer Sjah Jahan te worden en tegelijkertijd de Compagnie op de hoogte te houden van relevante zaken die speelden aan het hof. Aangekomen in Suratte beek echter dat deze aanstelling geen doorgang zou vinden. Hij werd toen benoemd tot secunde (tweede man) onder Hubert Hugo in Ahmedabad, niet ver van Suratte, waar hij in januari 1652 naar toe ging. Toen Hugo het jaar daarop repatrieerde werd hij er opperhoofd. Toen de directeur van Suratte, Gerard Pelgrim, vertrok, werd hij daar in 1655 secunde onder de nieuwe directeur Hendrik van Gent. Ook werd hij bevorderd tot opperkoopman. In Suratte trouwde Sophia's nicht Esther, David de Solemne's dochter, met de jonge koopman Dirck van Adrichem.
Hoewel de Raad van Indië in Batavia Koedijcks promotie hadden goedgekeurd waren de Heren XVII het er niet mee eens, daar hij in Amsterdam zijn crediteuren niet had kunnen betalen en 'niet in de negotie maar in de schilderkunst opgevoed en gestileert' was. Ze gaven daarom in april 1657 opdracht Koedijck te ontslaan en hem de gelegenheid te geven, zo hij dat wenste, als vrijburger en schilder in Batavia aan de slag te gaan. Toen de brief nog onderweg was overleed in juli Hendrik van Gent, en werd Koedijck voorlopig directeur. In december moest hij de functie overdragen aan Leonard Winninx en vertrok hij naar Batavia. De situatie in Suratte was toen chaotisch. In de strijd om de opvolging van de zieke Sjah Jahan werd de stad belegerd door jongste van zijn vier zonen, Murad Bakhsh. In Batavia werkte Koedijck een poosje als secretaris van de Raad van Indië. Begin 1659 vertrok hij als commandeur van de retourvloot terug naar Holland.
Na aankomst gingen Koedijck en zijn gezin in Haarlem wonen en werkte hij als juwelier en schilder in Amsterdam. In zijn stijl was hij een navolger van Gerard Dou.
In 1665 verscheen hij samen met een andere juwelier en zijn schoonzoon Justinus Weyns, die opperhoofd van de VOC-vestiging in Mokka was geweest, in Isfahan, waar ze over land naar toe waren gereisd. De VOC-factorij ter plaatse meldde dit aan Batavia, maar wat Koedijck in Isfahan deed is niet bekend.
Op 4 februari 1667 overleed Sophia in Haarlem. Koedijck overleed, waarschijnlijk in Amsterdam, kort voor 17 maart 1668, de datum waarop zijn testament werd voorgelezen.